# Swinton
Swinton este un oraș în cadrul districtul metropolitan Salford în comitatul Greater Manchester, regiunea North West, Anglia. 